# السياحة في أستراليا

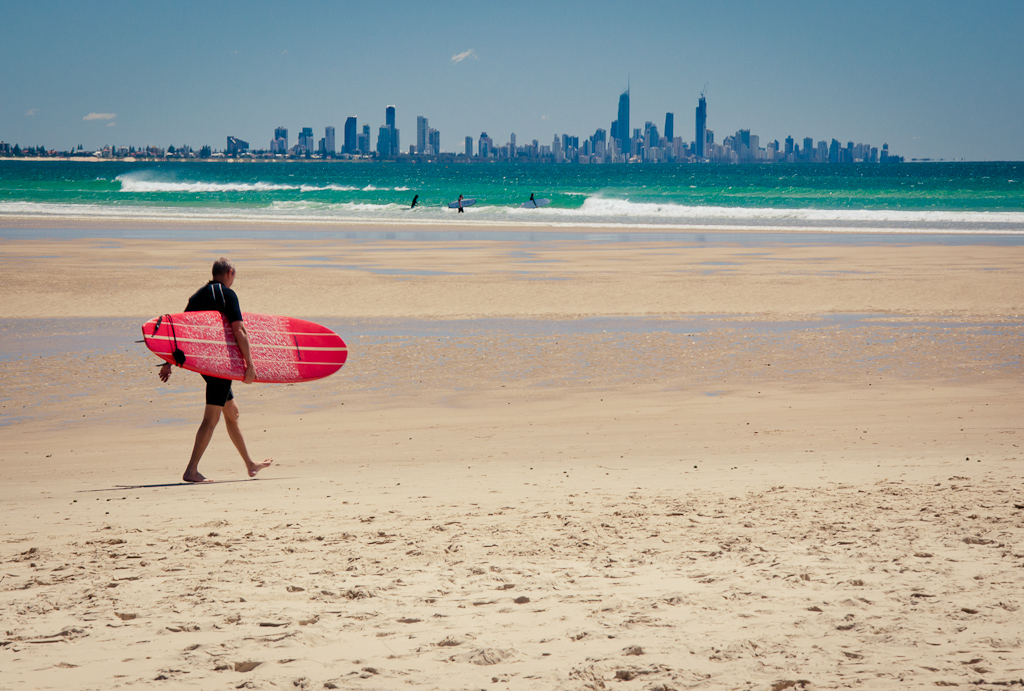
غولد كوست

السياحة في أستراليا السياحة تعد من أهم مقومات اقتصاد أستراليا وتمثل 2.5% من دخل الاقتصاد الأسترالي، وأستراليا تربح مُعدَّل 35 مليار دولار أمريكي في السنة من خلال السياحة، يزور السواح من أوروبا و أمريكا الشمالية خلال فصل الشتاء لقضاء فصل الصيف في أستراليا وتمتاز أستراليا بوجود غابات و شواطئ جميلة كما تمتاز بوجود حيوانات برية و مائية غير موجودة في باقي الأماكن مثل الكنغر والكوالا وكوكا والذئب التسماني في جزيرة تسمانيا وحيوانات أُخرى.
وأبرز الأماكن التي يزورها السواح هي مُدُن سيدني وملبورن وأماكن أُخرى في كوينزلاند وغولد كوست ومنطقة الحيّد المرجاني العظيم وهضبة أولورو ومناطق صحراء أستراليا و الغابات المدارية في شمال البلاد.